# Monte La Caccia
Monte La Caccia este o arie protejată (arie specială de conservare — SAC, sit de importanță comunitară — SCI) din Italia întinsă pe o suprafață de 188 ha, integral pe uscat.

## Localizare
Centrul sitului Monte La Caccia este situat la coordonatele 39°39′08″N 15°54′53″E / 39.652222°N 15.914722°E.

## Înființare
Situl Monte La Caccia a fost declarat sit de importanță comunitară în septembrie 1995 pentru a proteja 2 specii de plante și 3 specii de animale. Situl a fost protejat și ca arie specială de conservare în iunie 2017.

## Biodiversitate
Situată în ecoregiunea mediteraneană, aria protejată conține 4 habitate naturale: Păduri de pin oro-mediteraneene de altitudine, Pajiști uscate seminaturale și facies de acoperire cu tufișuri pe substraturi calcaroase (Festuco-Brometalia) (* situri importante pentru orhidee), Pante stâncoase calcaroase cu vegetație casmofită, Păduri de fag din Apenini cu Abies alba și păduri de fag cu Abies nebrodensis.
La baza desemnării sitului se află mai multe specii protejate:
- plante (2): Primula palinuri, Stipa austroitalica
- păsări (1): acvilă de munte (Aquila chrysaetos)
- mamifere (1): lupul (Canis lupus)
- nevertebrate (1): Euplagia quadripunctaria

Pe lângă speciile protejate, pe teritoriul sitului au mai fost identificate 3 specii de plante, 1 specie de nevertebrate.